# جولي أدامز
جولي أدامز (Julie Adams) اسمها الحقيقي بيتي ماي أدامز (17 أكتوبر 1926 في آيوا) هي ممثلة أمريكية.
بدأت أدامز مسيرتها الفنية في أفلام الوسترن. في عام 1949 بدأت عملها لإستوديوهات يونيفيرسال وهنا استخدمت اسمها الحقيقي (بيتي أدامز). عُرفت بشكل أفضل من خلال دورها كاي لورانس في فيلم رعب في غابة الأمازون.
لعبت فيما بعد أدوار ثانوية كضيفة في مسلسلات تلفزيونية مثل الموت هو هوايتهم ولوست.
كانت متزوجة مع راي دانتون (1954 - 1981) ولها طفلان.

## روابط خارجية
- جولي أدامز على موقع IMDb (الإنجليزية)
- جولي أدامز على موقع روتن توميتوز (الإنجليزية)
- جولي أدامز على موقع ألو سيني (الفرنسية)
- جولي أدامز على موقع أول موفي (الإنجليزية)
- جولي أدامز على موقع قاعدة بيانات الأفلام السويدية (السويدية)
- جولي أدامز على موقع إن إن دي بي (الإنجليزية)
- جولي أدامز على موقع قاعدة بيانات الفيلم (الإنجليزية)
- جولي أدامز على موقع كينوبويسك (الروسية)